# Telmo Vargas
Telmo Oswaldo Vargas Benalcázar  (Quito, 9 de octubre de 1912 –  Ibídem, 9 de agosto de 2013) fue un general del ejército ecuatoriano, al cuál le fue encargado la representación del ejecutivo del país por pocas horas, tras el retiro forzado de los miembros de la Junta Militar, que gobernó Ecuador entre 1963 y 1966.
Vargas era el militar más antiguo al momento en que la Junta Militar abandonó el mando supremo del Estado. La Junta estaba integrada por los comandantes de las tres ramas de las Fuerzas Armadas de Ecuador. Como la salida de la Junta Militar se dio por protestas civiles en contra de la administración militar del Estado, era necesario designar un gobernante civil. El Comando Conjunto de las FF.AA., presididas por Telmo O. Vargas, solicitaron al empresario guayaquileño Clemente Yerovi que asumiera la jefatura de Estado como presidente interino con la misión de convocar a una asamblea constituyente que redactara una nueva constitución y, posteriormente, convocar a elecciones presidenciales.
Estuvo en el Palacio de Gobierno desde el momento en que se oficializó la salida de la Junta Militar hasta la posesión de Yerovi. La toma del juramento de Yerovi lo hizo Vargas, quien posteriormente regresó al comando de las FF.AA., subordinado a Yerovi.